# Heliconius thetis
Heliconius thetis är en fjärilsart som beskrevs av Jean Baptiste Boisduval 1870. Heliconius thetis ingår i släktet Heliconius och familjen praktfjärilar. Inga underarter finns listade i Catalogue of Life.